# Jealous Guy
Jealous Guy – ballada soft rockowa napisana i nagrana przez eks-Beatlesa Johna Lennona, która pierwotnie znalazła się na albumie artysty Imagine, wydanym w roku 1971. Spośród piosenek Lennona ten utwór jest jednym z najczęściej nagrywanych przez innych muzyków. Najbardziej znaną wersją jest aranżacja brytyjskiego zespołu Roxy Music. W trzy miesiące po tragicznej śmierci Lennona ich cover dotarł na szczyt brytyjskiej i australijskiej listy przebojów, natomiast w innych europejskich krajach znalazł się w pierwszej dziesiątce notowań.

## Geneza utworu
Początki dzieła Lennona sięgają podróży Beatlesów do Indii, gdzie muzycy brali udział w wykładzie prowadzonym przez guru duchowego Maharishi Mahesh Yogi, którego tematem był „syn matki natury”. To wydarzenie zainspirowało Paula McCartneya i Johna Lennona do napisania piosenek poruszających ten sam temat. Kompozycja McCartneya „Mother Nature's Son” znalazła się na albumie The Beatles (Biały Album), natomiast utwór Lennona „Child of Nature” został pominięty. Jednak w maju 1968 roku w domu George’a Harrisona (angielskie Esher) nagrano wersje demo obu piosenek. Na demówce Lennon zdublował wokal i grę na gitarze akustycznej. Później podczas sesji Get Back muzyk ponownie nagrał utwór. Ostatecznie słowa zostały zmodyfikowane, czego owocem był utwór „Jealous Guy”.
Trzy nagrania „Child of Nature” są obecnie znane. Pierwszym jest demo zarejestrowane w domu Harrisona w 1968 roku. Drugie to aranżacja kolaboracyjna – gdzie George śpiewa w tle – nagrana w Twickenham Film Studios 2 stycznia 1969 roku, natomiast trzeci materiał utrwalono w studio Apple’a 24 stycznia. Urywek chórków z drugiej sesji nagraniowej znalazł się na bonusowej płycie Fly on the Wall dołączonej do Let It Be… Naked.
W utworze „Jealous Guy” na gitarze basowej zagrał Klaus Voormann, kolega Beatlesów z czasów, gdy kwartet przebywał w niemieckim Hamburgu.

## Wydania
Za życia Lennona utwór nie został wydany na singlu.
Blisko 5 lat po zamordowaniu Lennona przez szaleńca, wytwórnia Parlophone wydała na rynku brytyjskim singiel z utworem (nr kat. R-6117). Na stronie B małej płyty znalazła się piosenka „Going Down on Love”, która pochodzi z solowego albumu Johna Walls and Bridges (1974). „Jealous Guy” nagrany przez Lennona dotarł do pozycji 65. na brytyjskich listach przebojów.

## Twórcy
W sesji nagraniowej utworu „Jealous Guy” z albumu Imagine wzięli udział:
- John Lennon – wokal, gitara akustyczna, gwizdanie
- Nicky Hopkins – fortepian
- John Barham – fisharmonia
- Alan White – wibrafon
- Joey Molland – gitara akustyczna
- Tom Evans – gitara akustyczna
- Mike Pinder – tamburyn
- Klaus Voormann – gitara basowa
- Jim Keltner – perkusja
- The Flux Fiddlers – sekcja smyczkowa

## Teledysk
W 1971 roku zrealizowano wideoklip do piosenki. Na filmie widać z lotu ptaka Johna i Yoko wędrujących z ich posiadłości w Tittenhurst Park do pobliskiego jeziora, gdzie wchodzą do łódki wiosłowej.

## Listy przebojów
| Rok   | Kraj              | Lista             | Pozycja |
| ----- | ----------------- | ----------------- | ------- |
| 1985  | Wielka Brytania   | UK Singles Chart  | 65      |
| 1988* | Wielka Brytania   | UK Singles Chart  | 45      |
| 1988  | Stany Zjednoczone | Billboard Hot 100 | 80      |

* Wydanie singla z 1988 roku było 3-ścieżkowe – zawierało utwory Imagine/Happy Xmas (War Is Over)/Jealous Guy.

## Wersja Roxy Music
Po tragicznej śmierci Lennona pod koniec 1980 roku, podczas niemieckiego tournée Roxy Music włączyło do swojej setlisty koncertowej własną wersję utworu eks-Beatlesa, którą nagrali i następnie wydali w marcu 1981 roku. Na stronie B singla wydanego przez wytwórnię Polydor znalazła się piosenka „To Turn You On”. Cover utworu Lennona był jedynym numerem 1 brytyjskiego zestawienia dla formacji Roxy Music, zostając na szczycie listy przez dwa tygodnie w marcu 1981 roku.
Wersja zespołu Roxy Music pojawia się na wielu kompilacjach formacji, a także na składankach obejmujących lata 80., jednakże nie zawsze w pełnej wersji.

### Listy przebojów
| Kraj            | Lista (1981)           | Pozycja |
| --------------- | ---------------------- | ------- |
| Szwajcaria      | Schweizer Hitparade    | 4       |
| Niemcy          | Media Control Charts   | 19      |
| Austria         | Ö3 Austria Top 40      | 6       |
| Holandia        | Single Top 100         | 10      |
| Belgia          | Ultratop 50 (Flandria) | 5       |
| Norwegia        | VG-Lista               | 6       |
| Wielka Brytania | UK Singles Chart       | 1       |